# Sebastian Blumenthal

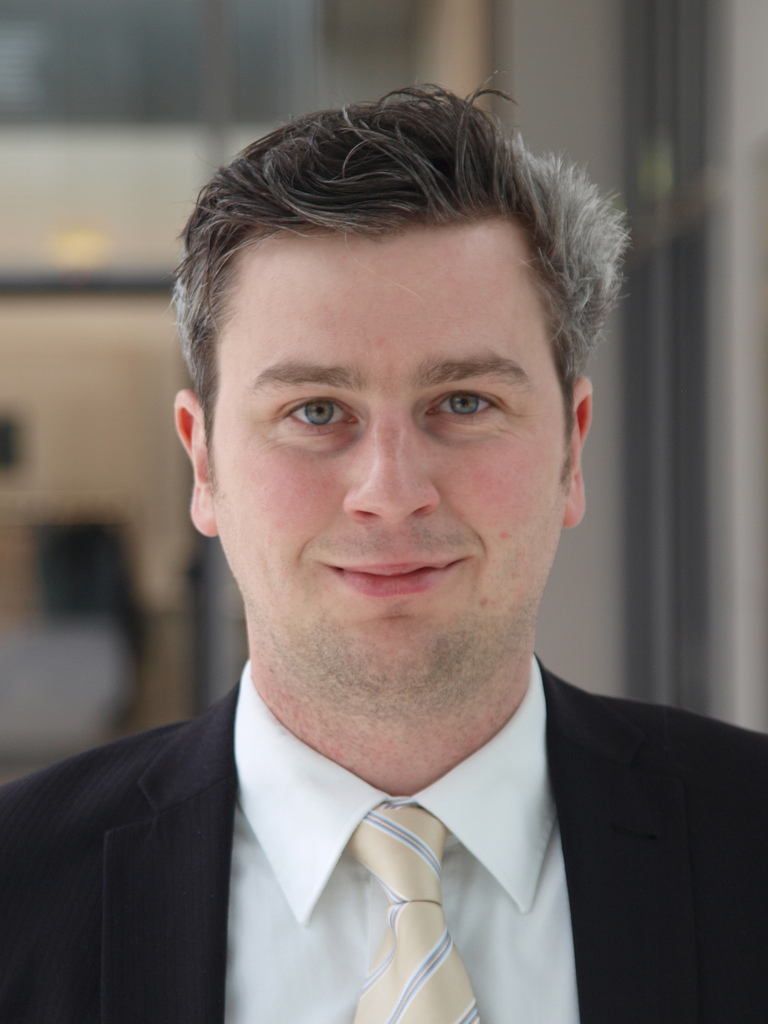
Sebastian Blumenthal (Pressefoto, 2009)

Sebastian Blumenthal (* 4. August 1974 in Bergen auf Rügen) ist ein ehemaliger deutscher Politiker (FDP) und jetziger Unternehmer. Von 2009 bis 2013 war er Mitglied des Deutschen Bundestages.

## Leben
1992 schloss er seine Schulausbildung in Kiel zunächst mit der mittleren Reife ab. Nach einer Ausbildung zum Kommunikationselektroniker und nach dem Zivildienst legte er 1998 die Fachhochschulreife ab. Es folgte ein Studium im Fach Multimedia Production im Fachbereich Medien an der Fachhochschule Kiel, das er im Jahr 2002 mit dem Diplom abschloss.
Bis Juni 2021 arbeitete Blumenthal bei einer IT-Unternehmensberatung und zuletzt in der Position als Geschäftsfeldleiter/Director. Aktuell ist Blumenthal als geschäftsführender Gesellschafter einer eigenen Unternehmung tätig. Außerdem amtierte er ab dem 19. November 2011 für ein Jahr als Beisitzer im Präsidium von Wikimedia Deutschland, gemäß dem ersten Bericht unterstützte er bei der Organisationsentwicklung und Vereinskommunikation.

## Politik
Blumenthal wurde noch als Schüler 1992 Mitglied der FDP. Er war von 1992 bis 1993 Vorsitzender der Liberalen Schüler Kiel, von 1994 bis 1996 dann Kreisvorsitzender der Jungen Liberalen. Ab 1996 bis 2000 gehört er dem Landesvorstand der Jungen Liberalen Schleswig-Holstein an, davon 1998–2000 als Landesvorsitzender. Vom 15. Februar 2010 bis 15. Juli 2017 war er Vorsitzender des FDP-Kreisverbands Kiel.
Bei der Bundestagswahl 2005 kandidierte er auf einem hinteren Listenplatz und konnte insofern noch nicht ins Parlament einziehen. 2009 trat er als Direktkandidat der FDP in Kiel an und errang über die Landesliste ein Abgeordnetenmandat im Deutschen Bundestag. Hier war Blumenthal Mitglied im Ausschuss für Arbeit und Soziales und im Ausschuss für Kultur und Medien (dort Vorsitzender des Unterausschusses Neue Medien). Darüber hinaus gehörte er der Enquete-Kommission Internet und digitale Gesellschaft an. Inhaltlich widmete er sich schwerpunktmäßig der Netzpolitik, wo er für eine weitgehende Deregulierung des Internets eintrat.
Blumenthal war zwischen 2010 und 2012 Mitglied der Grundsatzkommission der FDP unter dem damaligen Generalsekretär Christian Lindner (nach dessen Rücktritt als Generalsekretär unter dessen Nachfolger Patrick Döring) und wirkte in dieser Funktion am neuen Grundsatzprogramm der FDP mit, welches auf dem Parteitag der FDP am 22. April 2012 beschlossen wurde.
Als einer von nur drei FDP-Abgeordneten stimmte Sebastian Blumenthal in der 68. Sitzung des Deutschen Bundestages der Wahlperiode am 28. Oktober 2010 gegen die Verlängerung der Kernkraftwerkslaufzeiten.
Weil seine Partei bei der Bundestagswahl 2013 an der Fünf-Prozent-Hürde scheiterte, schied auch er im Oktober 2013 aus dem Bundestag aus.